# المزاحمية القديمة
المزاحمية القديمة هي بلدة قديمة تقع شمال مدينة المزاحمية الحالية، في منطقة الرياض، في المملكة العربية السعودية.

## الموقع
يعود تاريخ منطقة المزاحمية إلى ما قبل القرن العاشر الهجري، وتقع المزاحمية القديمة شمال طريق الملك عبد العزيز في شمال مدينة المزاحمية الحالية، والتي تبعد عن مدينة الرياض 40 كم تقريبا.

## تاريخ
كانت البداية عندما إنتقل إليها من حوطة بني تميم أحمد بن فواز بن راشد التمامي التميمي وعائلته، وهو أول من سكن بها واستوطنها، ولقد توافدت إلى المزاحمية الكثير من القبائل بعد ذلك وأصبحت ذات صيت ذائع وذلك لموقعها الإستراتيجي ولقربها من مدينة الرياض ولما تحتويه من خيرات وفيرة من ماء وأمطار وزروع.

## البناء
يتماشى النمط العمراني للبلدة مع الأسلوب السائد للعمارة في المنطقة الوسطى ويتلاءم مع الظروف البيئية والأمنية والإجتماعية في تلك الفترة، حيت يتميز بالترابط والتماسك بين المباني وقلة الفراغات داخل الأحياء السكنية وعدم الإنفتاح على الخارج، وتبدو المنازل ككتلة واحدة متراصة لتقوم بدور الحماية لبعضها والتخفيف من شدة الحرارة ووهج الشمس. وتأخذ المباني الشكل المستطيل بتصميمها وتتميز ببساطتها وتقاربها في الشكل، وتتألف عادةً من القهوة وهو مكان إستقبال الضيوف، ويتصل بقسم العائلة والنوم والجلوس، إضافة إلى الحوش وهو الفناء الذي يشغل قسماً كبيراً من المسكن، وعادة يحيط به رواق محمول على أعمدة، ويؤدي درج داخلي إلى السطح الذي يضم عادة غرفة تسمى الروشن. ويشكل المسجد الجامع والسوق التجاري أهم العناصر في البلدة، وكذلك ساحة التجمع التي تنطلق منها الطرق الرئيسة والفرعية إلى باقي أجزاء البلدة. أستخدمت مواد البناء التقليدية في إنشاء المنازل، حيث أستخدم الطين اللبن على قواعد حجرية في الجدران، وشيدت الأسقف بعوارض من جذوع أشجار الأثل أو النخيل مع طبقة من عسيب النخل والطين.

### مكونات الموقع
- أساسات من الحجر.
- الحوائط مبنية في صورة مداميك من الطيين اللبن.
- المباني مغطاة بطبقة من اللياسة الخارجية.
- الأسقف خشبية مصنوعة من خشب الأثل المغطى بسعف النخيل.
- تتنوع اشكال ومقاسات وفتحات الإضاءة والتهوية في الوجهات المباني
- تعلو فتحات الأبواب أعتاب خشبية لتحمل بقية الحائط.
- تتنوع ارتفاعات المباني ما بين طابق واحد وطابقين بارتفاع تقريبي 3.5 إلى 6.5 م شامل ارتفاع الدروة.[1]